# Radlna
Radlna – wieś w Polsce położona w województwie małopolskim, w powiecie tarnowskim, w gminie Tarnów.

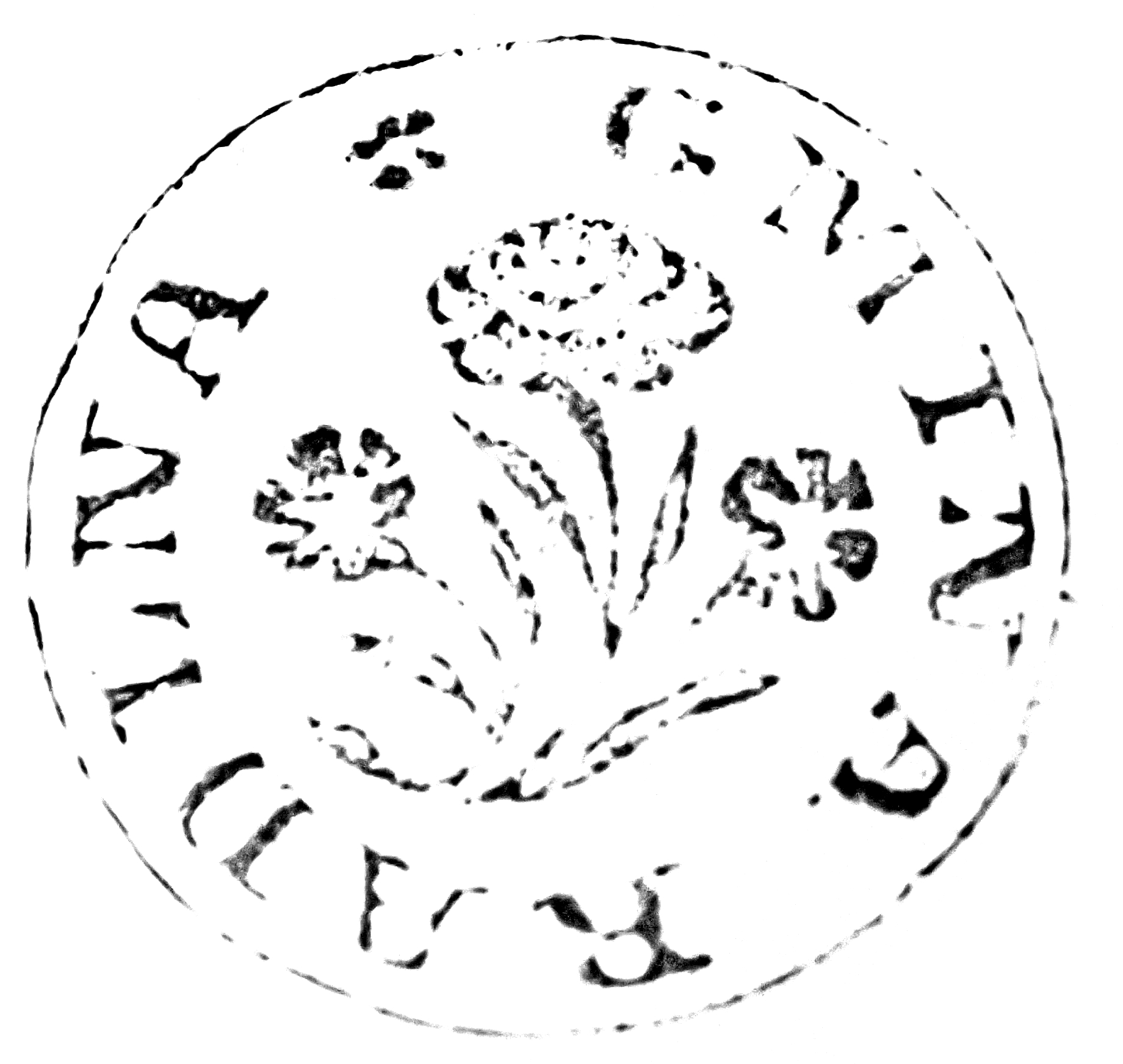
Pieczęć wiejska z 1909

Pieczęć wiejska z 1909 przedstawia gałązkę kwiatu o trzech łodygach z listkami, środkowy kwiat większy i rozwinięty, dwa boczne mniejsze. Napis w otoku: "GMINA RADLNA".

## Toponimia
W starych dokumentach występuje również pod nazwami Ralna i Radlno. Położona nad potokiem Radlanka zwanym dawniej Radlica, Radliczka. Nazwa pochodzi od jednego z zabiegów uprawiania ziemi tzn. od słowa radlić oznaczającego obsypywanie roślin okopowych za pomocą radła. Radlina to skiba odkrajana radłem. Wieś położona jest bowiem nad żyzną doliną rzeki Biała w otoczeniu trudnych do zagospodarowania pagórków. W średniowieczu poradlne oznaczało podatek zależny od rozmiarów ziemi uprawnej. Radliczka to szpic radła lub element bron, a radło to dawne określenie na pług. Integralne części wsi: Góry, Jagodówka, Kolonia Radlna, Podlesie, Koszyckie.

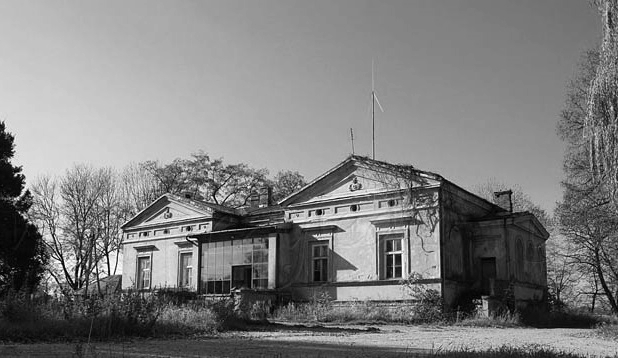
Radlna eklektyczny dwór z ok. 1880 r. wystawiony dla Józefa Wykowskiego, dwukrotnie przebudowywany.

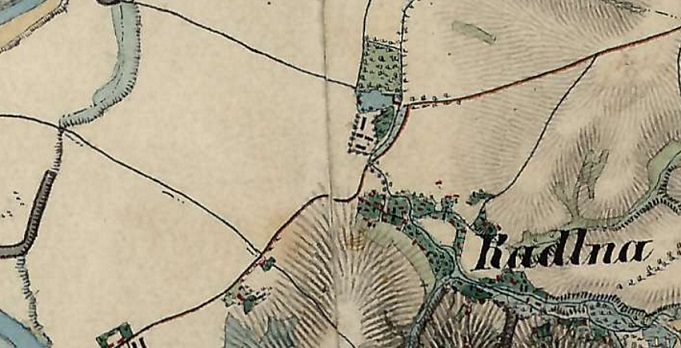

## Historia
W 1350 po raz pierwszy w źródłach pisanych pojawiła się Radlna. W 1476 wymieniono młyn zwany Barcią na rzece Biała, przynależny do Radlnej. Do końca XVI wieku należała do rodziny Radlińskich herbu Gryf. W 1536 wieś miała ośmiu kmieci, karczmę, dwie zagrody, dwie sadzawki, dwa młyny (dworski i czynszowy), dwór, folwark i niewielki las na Słonej Górze. W 1645 roku stanowiła już własność Ludwika Rylskiego, starosty nowokorczyńskiego.

### Czasy rozbiorowe
Pod koniec XVIII wieku właścicielem Radlnej został Ignacy Ujejski herbu Szreniawa, konfederat barski. Wraz z posagiem Kunegundy Ujejskiej majątek przeszedł w ręce Karola Dębickiego. W 1840 Radlna trafiła do Stefanii z Dębickich Kępińskiej. Z tych czasów pochodzi anegdota o ekonomie i szafarce, którzy jak tylko właściciele zjeżdżali do dworku w Radlnej, nocą przebierali się za białe postaci i dzwonili łańcuchami aby jak najszybciej pozbyć się właścicieli.
W 1863 dzierżawcą Radlnej był A. Morbitzer, powstaniec styczniowy. Wybierając się do powstania swoim pełnomocnikiem do spraw zarządzania dobrami ustanowił notarialnie Marcelego Kuźniarskiego. W 1851 majątek trafił do Elżbiety Milżeckiej, zaś w 1855 do Mieczysława i Zygmunta Kępińskich. W 1867 małoletni Mieczysław Kępiński, syn zmarłego Henryka Kępińskiego był współwłaścicielem dóbr Pierzchów, Nieznanowice, Jaroszówka i Radlna.
Właścicielka Karolina Kępińska nie spłaciła pożyczki zaciągniętej w 1867 roku u Łazarza Maschlera w związku z czym w 1870 połowa dóbr radleńskich wystawiona została na licytację.

W drugiej połowie XIX wieku właścicielami Radlnej zostali Wykowscy herbu Jastrzębiec. To właśnie dla Józefa Wykowskiego wzniesiony został około 1880 istniejący do dzisiaj dwór. Zapewne w tym samym okresie po drugiej stronie drogi powstały murowane czworaki, ostatecznie rozebrane końcem XX w. W 1886 Wykowscy hodowali w Radlnej bydło rasy Kuh Länder. Z tego okresu pochodzi ogłoszenie z prasy: 
Buhajki i jałówki czysto kuhländerskie, pochodzące ze sławnej stajni hr. Fürstenberga na Morawie, z tak zwanego Kuhland, są do sprzedania w każdym czasie w Obszarze dworskim Radlna o. p. Tarnów. 
W lutym 1887 w wieku 52 lat zmarł w Radlnej Józef Wykowski. Prasa w notce pośmiertnej informowała, że był synem Ksawerego, byłego właściciela dóbr Sufczyn i Łęki, słynnego w swoim czasie gospodarza i hodowcy koni, mających sławę nawet poza granicami kraju.
Pierwsza wzmianka o radleńskiej gorzelni pojawia się w 1887. Jej właścicielem był Józef Wykowski a funkcję gorzelnika pełnił Henryk Grabiński. Urządzenia gorzelnicze dostarczyła fabryka wyrobów metalowych Braci Kohlhaupt z Ustronia. W 1888 roku część rustykalna wsi miała 40 domów i 260 mieszkańców rzymskokatolickich. Natomiast w skład obszaru dworskiego zaliczono 3 domy, 31 mieszkańców, 24 rzymskokatolickich, 7 izraelickich.
W 1894 właścicielem (raczej dzierżawcą) Radlnej i sąsiedniego Świebodzina był Adam Kalinka, udziałowiec w poszukującej ropy spółce o nazwie: Galicyjska Krajowa spółka naftowa "Stadnicki, Żaba, Konarski, Kalinka, Kruszewski i Sp.". 31 maja 1899 zlicytowano należące do Adama Kalinki: konie, urządzenia domowe, jałownik i ok. 200 tys. cegieł.
W 1899 roku majątek Marii Wykowskiej obejmujący zabudowania, gorzelnię i ok. 235 hektarów tzw. Nizin Radleńskich nabył na licytacji książę Eustachy Sanguszko, a zarządzał nim jego pełnomocnik, pochodzący z Azerbejdżanu major Arczył Bek Jedigaroff, brat Veli bek Jedigaroffa. W styczniu 1907 w gorzelni miał miejsce tragiczny wypadek. Przez własną nieuwagę 37-letni mechanik Wojciech Łapka pochodzący z Dąbrówki Infułackiej wszedł pod pracującą maszynę parową i zginął na miejscu, poćwiartowany na kawałki.
W 1913 roku z fundacji gminy Radlna powstała istniejąca do dzisiaj kapliczka krzyż z adnotacjami: „Któryś za nas cierpiał rany Jezu Chryste zmiłuj się nad nami" oraz "Figurkę ufundowała gmina Radlna w 1913 r.". Figura w kształcie krzyża z wizerunkiem Jezusa ukrzyżowanego posadowiona jest na kamiennych blokach obrobionych w pracowni p.Musiała w Tarnowie.

### Okres międzywojenny
W latach 1928–1931 opracowano "projekt drenowania gruntów na folwarku Radlna". W 1938 w tutejszym folwarku Sanguszko rozwijał chlewnię zarodową świń rasy: wielka biała angielska zwanych też "jorkszyrami".

### II wojna światowa
We wrześniu 1939 na terenie folwarku stacjonowało krótko dowództwo 24 dywizji piechoty. W czasie okupacji Niemcy urządzili w zabudowaniach dworskich przymusowy obóz pracy służby budowlanej prawdopodobnie Baudienst. Jeńcy pracowali przy budowie okopów wokół Tarnowa tzw. panzergrabów, które miały zatrzymać radzieckie czołgi zmierzające na zachód. W 1944 w miejscowości przebywali wysiedleni warszawiacy m.in. Krystyna Pawlak ps."Krycha", sanitariuszka w powstaniu warszawskim, odznaczona Warszawskim Krzyżem Powstańczym.

### Współcześnie
Po II wojnie światowej miejscowy folwark (50 ha ziemi) wraz dworem otrzymał od państwa Związek Młodzieży Przemysłowej i Rękodzielniczej działający przy krakowskim klasztorze Jezuitów. Miało to być odszkodowanie za rozparcelowany w 1945 majątek w Łukowicy (300 ha lasu i około 300 ha gruntów ornych). W 1950 folwark radleński znacjonalizowano, tworząc PGR. Jak podaje gazeta gminna, w najlepszym okresie rozwoju PGR: "Kiedyś w chlewniach było ok. tysiąca świń, w oborze stało 50 szt. bydła a gorzelnia dawała rocznie ponad 300 tys. litrów spirytusu". Do miejscowego PGR należały też tereny w Rzuchowej i w Tarnowcu..

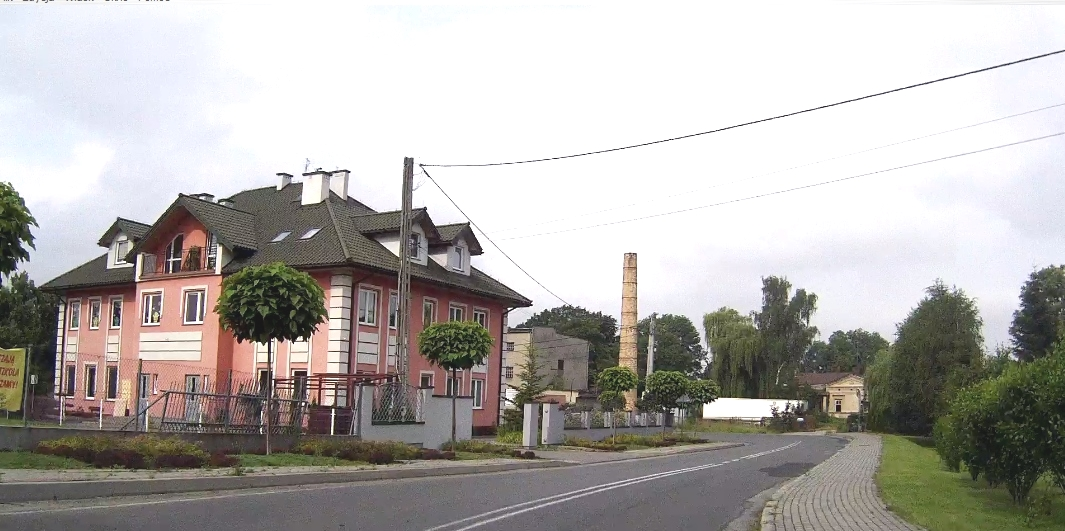
Radlna od lewej przedszkole w miejscu dawnych czworaków, gorzelnia oraz w oddali dwór.

W okresie PRL powstała spółdzielnia rolnicza a zabudowania folwarku użytkowane były przez Zakłady Rolno-Przemysłowe "Igloopol" w Tarnowie i ośrodek zdrowia. W 1972 na polach zwanych Jagodówka na pograniczu Radlnej, Nowodworza i Koszyc Małych wywłaszczono część terenu by w kolejnych latach wybudować stację elektroenergetyczną 400/110 kV „TARNÓW” wraz z prowadzącą do niej bocznicą kolejową.
Po przejęciu PGR przez Związek Młodzieży Przemysłowej i Rękodzielniczej w 1994 pracę straciło 58 mieszkańców wsi.

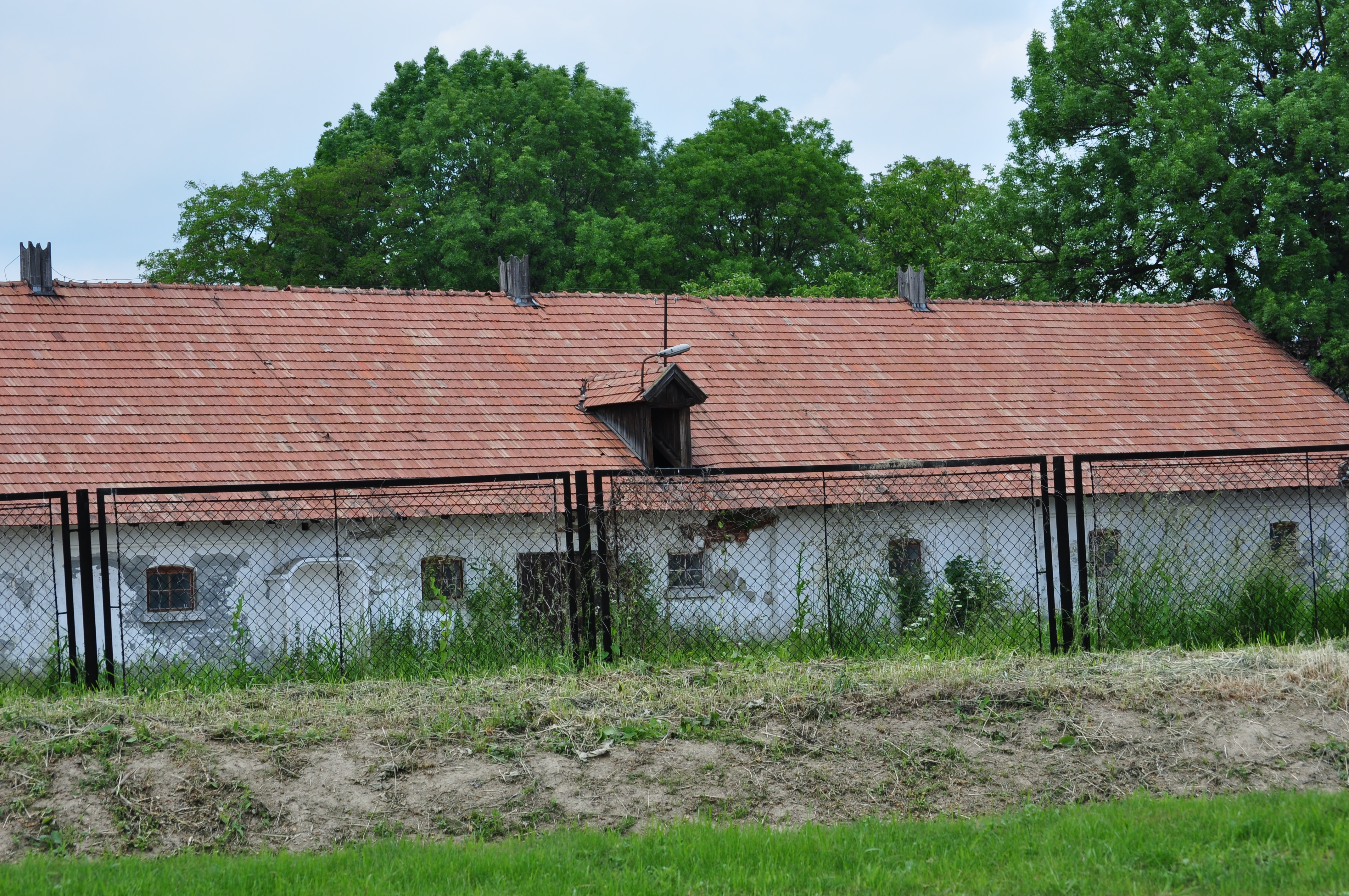
Radlna jeden z budynków folwarcznych.

W latach 1954-1959 wieś była siedzibą gromady Radlna, po jej zniesieniu w gromadzie Tarnowiec. W latach 1975–1998 miejscowość administracyjnie należała do województwa tarnowskiego.

## Zabudowania dworskie w Radlnej
W centrum Radlnej znajdują się budynki dawnego folwarku. Zabudowę tworzą parterowy dwór z około 1880 oraz dwa budynki z przełomu XVIII i XIX wieku: czworak przydworski i budynek gospodarczy. Wokół dworu niewielkie założenie parkowo-ogrodowe o zatartej kompozycji z tego samego okresu.
Dwór – eklektyczny, murowany, parterowy, na planie prostokąta, z dwoma skrzydłami od frontu. Ten dwutraktowy dwór odwołuje się do tradycji włoskiej willi renesansowej. Między skrzydłami znajduje się taras poprzedzony kamiennymi schodami, przy ścianie wschodniej przybudówka wejścia bocznego. Elewacje i szczyty z opaskami tynkowymi, okna w opaskach z gzymsami nadokiennymi. Dach dwuspadowy, spłaszczony. W naczółkach ryzalitów zachowały się herby dawnych właścicieli – Leliwa (po lewej) i  Jastrzębiec (po prawej). Dwór ten zwany był przez miejscową ludność rządcówką. Obiekt został dwukrotnie przebudowany, w początku XX wieku i w 1977.
Budynek gospodarczy z XVIII/XIX w. Klasycystyczny, murowany, parterowy, na planie prostokąta, dwutraktowy, z sienią przejazdową w środkowym ryzalcie zwieńczonym gzymsem i balustradą, na której znajdują się dwa kamienne wazony.
Czworak z XVIII/XIX w. wybudowany w podobnym stylu. Jest to budynek prostokątny, murowany, parterowy, dwutraktowy, którego frontowa ściana ma podział ramowy z opaskami wokół okiennymi.

## Sport
W 1999 utworzono Klub Sportowy Radlna. Piłkarze występują w biało-czerwonych barwach. W 2019 Jakub Malicki odnowił logo klubu. Zamiast dotychczasowego wizerunku piłki na tle trzech pasów, w nowym logo nawiązano do symboliki z pieczęci wiejskiej. W konkursie "Logo Roku 2019" organizowanym przez PolskieLogo.net zajęło 2 miejsce.

## Związani z Radlną
- Ignacy Ujejski – konfederat barski, właściciel Radlnej
- Aleksander Morbitzer ps.Kosa (1836–1931) – dzierżawca Radlnej, porucznik kawalerii wojsk austriackich (2 pułk huzarów), rotmistrz, major, powstaniec styczniowy w oddziałach Zygmunta Chmieleńskiego i Józefa Oxińskiego, następnie dowódca oddziału powstańczego, działacz organizacji narodowej, odznaczony Krzyżem Niepodległości z mieczami i Krzyżem Walecznych[47].
- Franciszek Barnaś (ur. 1889) – żołnierz Legionów Polskich, 57 pułk strzelców[48]
- Stefan Jasiak (ur. 1898) – żołnierz Legionów Polskich[49]